# Nowgorodskij
Nowgorodskij (ros. Новгородский) – osiedle w Rosji, w obwodzie briańskim, w rejonie karaczewskim. W 2010 liczyło 156 mieszkańców.